# Пустогвар, Александр Евгеньевич
Александр Евгеньевич Пустогвар (бел. Аляксандр Яўгенавіч Пустагвар; род. 3 апреля 1985, Минск) — белорусский баскетболист, выступавший на позиции атакующего защитника и лёгкого форварда.

## Биография
Александр Пустогвар вырос в спортивной семье. Отец, Евгений Дмитриевич Пустогвар — белорусский баскетболист и тренер. Мать, Наталья Морозова — волейболистка, чемпионка СССР 1978 года. Отец и стал первым тренером Александра.
Проходил обучение в минской ДЮСШ «Автозаводец» под руководством Светланы Михайловны Злобич, затем в Республиканском училище олимпийского резерва под руководством Александра Леонидовича Попкова.
Александр Пустогвар в равной мере считается воспитанником как минского, так и саратовского баскетбола, т. к. с 17 лет занимался в системе саратовского «Автодора», обучался в Саратовском государственном аграрном университете и периодически играл за команду этого вуза в ряде соревнований.
Выступал за белорусские, российские, украинские, румынские и венгерские клубы, завоёвывал медали национальных чемпионатов. С 2008 по 2021 год — игрок сборной Белоруссии по баскетболу, в 2019 году — капитан сборной.
В октябре 2023 года Александр Пустогвар объявил о завершении игровой карьеры.

## Достижения
- Серебряный призёр чемпионата Белоруссии: 2001/02, 2022/23
- Серебряный призёр Суперлиги Б чемпионата России: 2006/07, 2007/08
- Бронзовый призёр Украинской баскетбольной лиги: 2008/09
- Победитель Суперлиги Б чемпионата России: 2009/10
- Серебряный призёр Кубка России: 2010/11
- Чемпион Белоруссии: 2012/13, 2019/20, 2020/21
- Обладатель Кубка Белоруссии: 2012, 2019, 2020
- Серебряный призёр чемпионата Румынии: 2015/16
- Серебряный призёр чемпионата Венгрии: 2016/17, 2017/18
- Серебряный призёр Кубка Белоруссии: 2022

## Статистика выступлений в России
| 2009/10 | Нижний Новгород | 45 | 10.8 | 55.2 | 33.0 | 73.9 | 1.4 | 1.0 | 0.2 | 4.6 | 1.6 | 2.2 | 2.3 | 23:07 |
| ПБЛ 2010/11 | Нижний Новгород | 34 | 6.1  | 46.7 | 39.6 | 77.1 | 0.4 | 0.4 | 0.0 | 2.9 | 0.6 | 1.1 | 2.4 | 15:00 |
| ПБЛ 2011/12 | Нижний Новгород | 17 | 3.1  | 34.8 | 33.3 | 69.2 | 0.2 | 0.3 | 0.0 | 1.5 | 0.4 | 0.6 | 1.4 | 8:41  |
| Наведите курсор мыши на аббревиатуры в заголовке таблицы, чтобы прочесть их расшифровку. Данные на 18 июня 2012. |                 |    |      |      |      |      |     |     |     |     |     |     |     |       |